# Labroquère
Labroquère ist eine französische Gemeinde mit 323 Einwohnern (Stand 1. Januar 2022) im Département Haute-Garonne in der Region Okzitanien (zuvor Midi-Pyrénées). Die Einwohner werden als Labroquerois bezeichnet.

## Geographie
Umgeben wird Labroquère von den acht Nachbargemeinden:
|                             | Seilhan                                     | Huos, Cier-de-Rivière |
| Tibiran-Jaunac              | Kompassrose, die auf Nachbargemeinden zeigt | Barbazan              |
| Saint-Bertrand-de-Comminges | Valcabrère                                  | Loures-Barousse       |

## Bevölkerungsentwicklung
| Jahr                      | 1962 | 1968 | 1975 | 1982 | 1990 | 1999 | 2007 | 2013 | 2016 | 2019 |
| ------------------------- | ---- | ---- | ---- | ---- | ---- | ---- | ---- | ---- | ---- | ---- |
| Einwohner                 | 327  | 288  | 279  | 218  | 271  | 269  | 298  | 325  | 328  | 319  |
| Quelle: Cassini und INSEE |      |      |      |      |      |      |      |      |      |      |

## Sehenswürdigkeiten

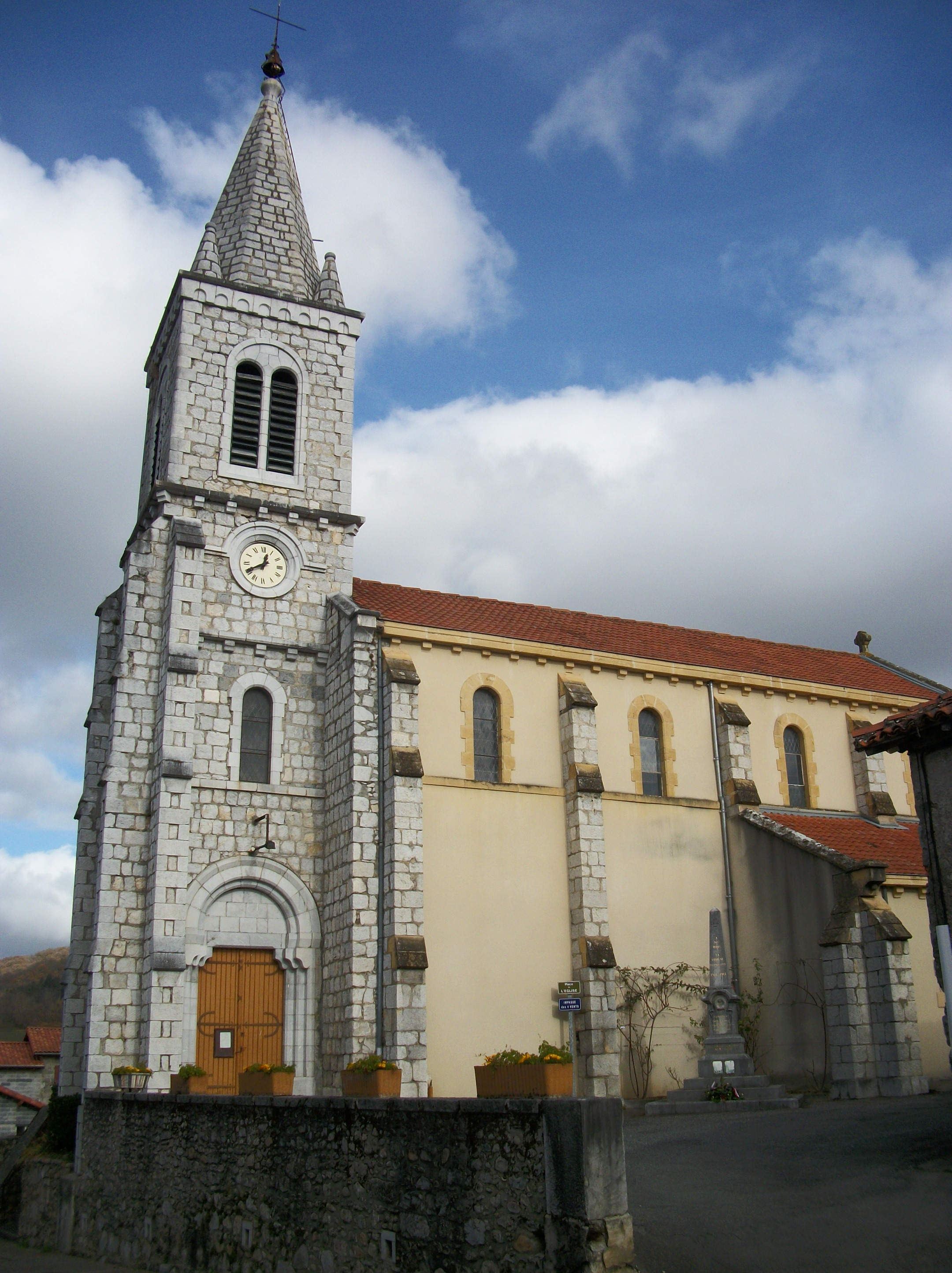
Kirche Saint-Sébastien

- Schloss Vidaussan, erbaut ab dem 17. Jahrhundert
- Kirche Saint-Sébastien

## Persönlichkeiten
- René Abadie (1935–1996), Radrennfahrer